# I sospiri del mio cuore
I sospiri del mio cuore (耳をすませば?, Mimi wo sumaseba, lett. "Se tendi l'orecchio") è un film d'animazione giapponese dello Studio Ghibli del 1995, diretto da Yoshifumi Kondō e scritto da Hayao Miyazaki, che si è ispirato al manga Sussurri del cuore di Aoi Hiiragi.
La pellicola narra la storia di Shizuku e Seiji, due giovani che nutrono entrambi un sogno: l'una diventare una scrittrice di romanzi e l'altro avviare una carriera da liutaio. Con forza di volontà e supportandosi a vicenda, i due intraprendono la strada per realizzare i propri obiettivi, finendo per avvicinarsi sempre di più. Il tema musicale principale è la famosa canzone di John Denver Take Me Home, Country Roads, cantata però in giapponese (in italiano nella versione italiana) e con un testo che presenta alcune differenze di significato rispetto all'originale.
I sospiri del mio cuore è uscito nei cinema giapponesi il 15 luglio 1995. L'edizione italiana del film è stata presentata dalla Lucky Red a Lucca Comics & Games il 31 ottobre 2011 ed è stata distribuita per il mercato home video il 14 dicembre dello stesso anno.

## Trama
La storia è ambientata a Tokyo nel 1994. Shizuku, giovane studentessa dell'ultimo anno delle scuole medie, è appassionata di libri e di letture e spesso si reca alla biblioteca di quartiere per prendere in prestito dei volumi. Un giorno si accorge che nella scheda dei prestiti stranamente ricorre sempre un cognome prima del suo, Amasawa, ed incomincia quindi a fantasticare su chi sia questo ragazzo che sembra avere i suoi stessi gusti letterari.
Qualche giorno dopo, mentre si dirige verso la biblioteca, Shizuku incontra sulla metropolitana un gatto, salito nella sua stessa carrozza, e decide di seguirlo; nel fare ciò, si trova a salire per le vie di un quartiere ordinato e silenzioso, in collina, fino ad arrivare a un negozio di antiquariato, dove entra a curiosare. L'anziano proprietario mostra alla ragazza alcuni dei tesori del suo negozio, tra cui uno strano orologio e una statuetta di pregiata fattura che rappresenta un gatto in stazione eretta, vestito elegantemente di tutto punto, con tanto di scarpe, cappello a cilindro e bastone da passeggio, che egli chiama “il barone”. Shizuku fa anche la conoscenza di Seiji Amasawa, il nipote dell'antiquario, che altri non è che la misteriosa persona che leggeva i suoi stessi libri. Seiji ama molto la musica, e il suo sogno è quello di diventare un bravo liutaio. Col passare dei giorni l'amicizia tra Shizuku e Seiji si rafforza sempre di più, finché il ragazzo non rivela di dover partire per un tirocinio di due mesi a Cremona presso un mastro liutaio, per mettersi alla prova nell'arte di costruire violini. Nell'attesa del suo ritorno, anche Shizuku promette a se stessa di testare le sue capacità provando a scrivere un romanzo.
Dopo un colloquio con i suoi genitori Shizuku viene da loro autorizzata ad accantonare per due mesi gli impegni scolastici per portare avanti il suo progetto, nonostante ella non ne riveli l'esatta natura e incombano le verifiche per l'ingresso alle scuole superiori. Appena finito il romanzo, che ha come protagonista il barone, il gatto dalle sembianze umane, la ragazza porta il manoscritto all'antiquario, che lo legge e ne rimane profondamente colpito, incoraggiandola a coltivare il suo dono creativo. Contenta di ciò che è stata in grado di realizzare, pur consapevole dell'ingenuità e dell'imperfezione del lavoro, e determinata a progredire nella tecnica della scrittura, Shizuku decide di riprendere il suo percorso di studio per poi iscriversi alle scuole superiori. Alla fine del film Shizuku, svegliatasi alle prime luci dell'aurora e affacciatasi alla finestra, vede Seiji che, rientrato in anticipo dall'Italia, l'aspetta sotto casa. Il ragazzo la conduce in bicicletta al suo "posto segreto", su un'altura, da dove i due guardano la città, dapprima totalmente nascosta dalla nebbia, riapparire al tepore dell'alba. Qui Seiji chiede a Shizuku se vorrà sposarlo, un giorno: Shizuku, commossa, risponde di sì.

## Produzione
I sospiri del mio cuore è tratto dal manga shōjo Sussurri del cuore di Aoi Hiiragi. Il film si mantiene sostanzialmente fedele all'opera originale, con piccole differenze, tra cui il cambiamento di Seiji da pittore a liutaio e violinista, voluto da Hayao Miyazaki per ribadire il concetto che ancora oggi è una scelta piena di dignità diventare un artigiano e guadagnarsi da vivere manualmente. In base a quanto dichiarato da Miyazaki è stato per molto tempo suo desiderio quello di realizzare un film basato su un fumetto per ragazze, ma non era sicuro se, essendo la prima esperienza dello Studio con storie d'amore, sarebbe stato in grado di rappresentare i sentimenti e l'amore in modo genuino. Si sentiva inoltre la necessità, all'interno dello Studio, di far crescere delle "nuove leve", anche per scaricare progressivamente Miyazaki e Isao Takahata dal peso di seguire personalmente tutte le fasi di lavorazione delle opere. La regia del progetto venne quindi affidata a Yoshifumi Kondō, esperto animatore, all'epoca quarantacinquenne, che aveva già contribuito alla realizzazione di numerose opere dello studio. Kondō era stato direttore dell'animazione in Anna dai capelli rossi, e nel team Ghibli di Kiki - Consegne a domicilio, Una tomba per le lucciole e Pioggia di ricordi. Il film rappresenta però il primo e unico lungometraggio di Kondō come regista, dato che morirà nel 1998 poco prima di compiere i 48 anni di età, per un aneurisma all'aorta.
Miyazaki fu comunque molto coinvolto nella realizzazione del film: fu lui a suggerire il manga Sussurri del cuore a Kondō, realizzò gli scenari e contribuì in modo decisivo allo storyboard, oltre a ricoprire il ruolo di produttore e a dirigere personalmente la scena del sogno di Shizuku. La sua presenza venne inoltre ritenuta fondamentale dallo Studio Ghibli per attirare il pubblico, dato che il lungometraggio era venuto a costare, coi suoi 1,2 miliardi di yen, molto di più di quanto inizialmente preventivato. Il finale del film è stato a lungo oggetto di dibattito. Nel manga originale Seji conclude pronunciando solo la battuta "ti amo", ma Miyazaki insistette per far prendere al giovane un maggior livello di impegno con la frase "Mi vuoi sposare?".

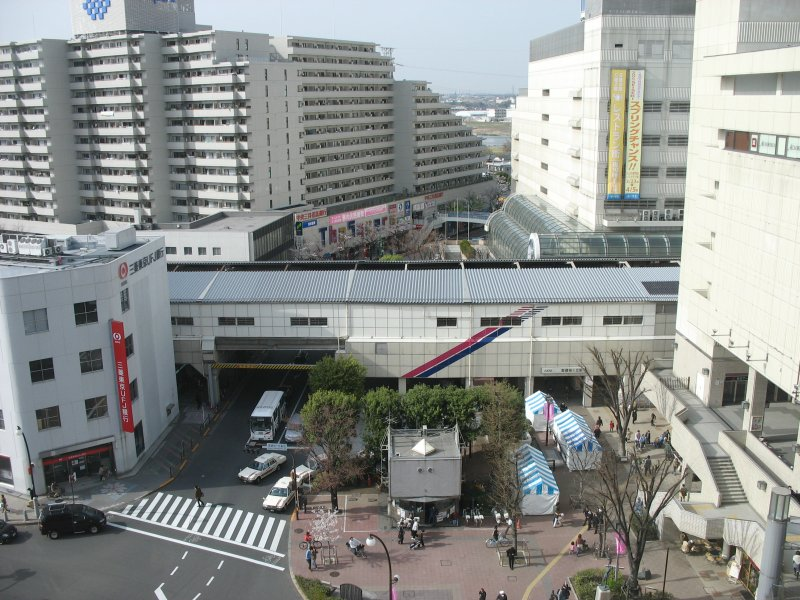
La stazione di Seiseki-Sakuragaoka

Il luogo dove si svolge la storia è basato su Tama, una città collinare conurbata in Tokyo. I realizzatori hanno profuso grande impegno nel ricreare gli stessi paesaggi e vedute con cura di particolari e minuzie. Si notano ad esempio i condomini dell'area residenziale di Tama New Town, che si estende alla periferia della città, e la stazione di Seiseki-Sakuragaoka, dove Shizuku insegue il gatto Muta. Gli sfondi e i disegni della sequenza fantastica contenuta nel film, sono stati realizzati dall'artista giapponese Naohisa Inoue, grande fan di Miyazaki e dello Studio Ghibli. Il pittore ed il cineasta si erano incontrati la prima volta ad una sua esposizione, dove Miyazaki, colpito dal suo stile impressionista-surrealista, aveva acquistato un quadro dell'artista. Inoue realizzò anche il doppiaggio originale di uno degli amici musicisti del nonno di Seji e ricomparirà nel 2007, con i suoi quadri e come regista, nel cortometraggio dello Studio Ghibli Iblard jikan.
I sospiri del mio cuore è stato il primo film dello Studio Ghibli a far uso di animazione digitale. Nella scena onirica sopraccitata i diversi pianeti, personaggi ed edifici sono stati animati tradizionalmente, ma uniti in un'unica sequenza tramite uso di computer. Il film è stato inoltre il primo in Giappone ad adottare lo standard audio Dolby Digital.

## Colonna sonora
La colonna sonora del film è stata composta da Yuji Nomi. Un elemento ricorrente è rappresentato da vari tentativi di adattamento della canzone Take Me Home, Country Roads, scritta da John Denver, Taffy Nivert e Bill Danoff. Una registrazione della canzone, eseguita da Olivia Newton-John, accompagna la sequenza iniziale. Una versione umoristica intitolata Concrete Road è stata scritta da Hayao Miyazaki. Il cineasta tentò di redigere anche la versione finale per il film, ma si rese conto di non essere in grado di trovare l'idea giusta. Chiese allora alla figlia del produttore Toshio Suzuki — all'epoca diciannovenne e più vicina quindi al personaggio di Shizuku — di scriverne il testo, che divenne poi quello definitivo con piccole modifiche successive di Miyazaki. Questa versione, cantata da Yōko Honna, la doppiatrice di Shizuku, si ritrova in diverse scene del film. Nell'adattamento italiano, le varie versioni della canzone sono state rese in italiano.
La colonna sonora del film è stata raccolta in un CD intitolato Mimi wo sumaseba saundotorakku (耳をすませば サウンドトラック?) e pubblicato da Tokuma Japan Communications il 10 luglio 1995.

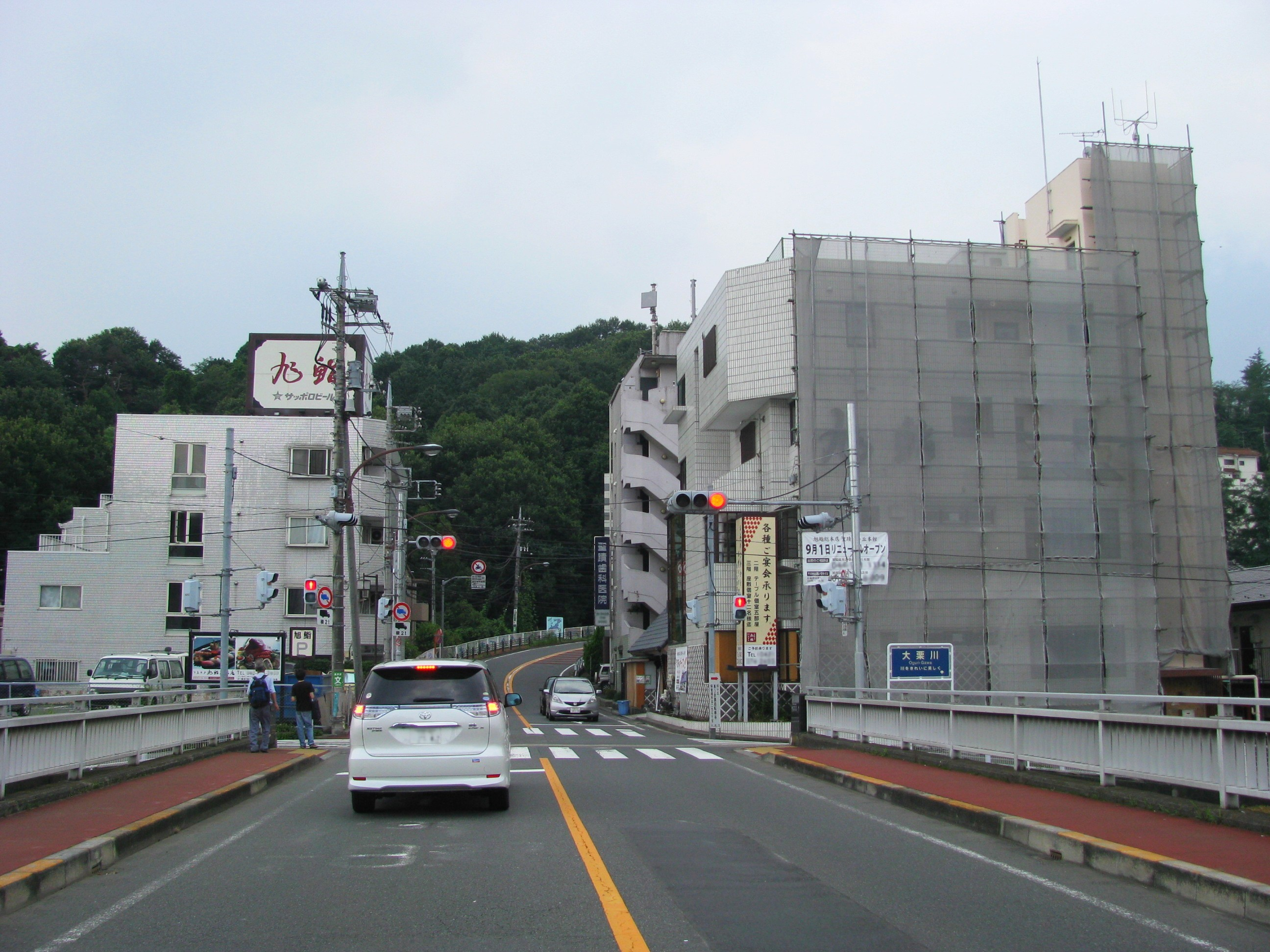
La strada che conduce al negozio del nonno di Seiji

### Tracce
1. Oka no machi (丘の町?) – 3:13
2. Neko wo oikakete (猫を追いかけて?) – 3:11
3. Chikyuu-ya (地球屋?) – 1:07
4. Erufu no jyo-ou (エルフの女王?) – 1:00
5. Natsu no owari (夏の終わり?) – 0:56
6. Uchiake-banashi (打ち明け話?) – 2:04
7. Densha ni yuraete (電車に揺られて?) – 1:21
8. Oka no ue, bifuu ari (丘の上,微風あり?) – 2:17
9. Engel's Zimmer (tenshi no heya) (エンゲルス・ツィマー (天使の部屋)?) – 2:02
10. Vaiorin chūningu (ヴァイオリン・チューニング?) – 0:09
11. Kantorī rōdo (vaiorin vājon) (カントリー・ロード (ヴァイオリン・ヴァージョン)?) – 3:06
12. Manten no hoshizora (満天の夜空?) – 2:08
13. Nagareru kumo, kagayaku oka (流れる雲,輝く丘?) – 3:21
14. Kimeta! Watashi monogatari wo kaku (きめた!わたし物語を書く?) – 2:28
15. Tobou! Jyoushou kiryuu wo tsukamu no da! (飛ぼう!上昇気流をつかむのだ!?) – 1:35
16. Furui Mokuhanga (古い木版画?) – 0:15
17. Canon (カノン?) – 2:33
18. Mayoi no mori (迷いの森?) – 0:53
19. Tsuioku (追憶?) – 4:06
20. Baron no Uta (バロンのうた?) – 2:40
21. Yoake (夜明け?) – 1:20
22. Kantorī rōdo (カントリー・ロード?) – 4:24 – Cantata da Yōko Honna

Durata totale: 46:09

## Distribuzione
Il film è stato distribuito nei cinema in contemporanea con il videoclip dello Studio Ghibli On your Mark.

### Data di uscita
Le date di uscita internazionali sono state:
- 15 luglio 1995 in Giappone (耳をすませば Mimi wo sumaseba)
- 20 giugno 1997 in Brasile (Sussurros do Coração)
- 7 marzo 2006 negli Stati Uniti d'America (Whisper of the Heart)
- 15 settembre 2007 in Polonia (Szept serca)
- 22 novembre 2007 in Corea del Sud (귀를 기울이면)
- 26 novembre 2007 in Germania (Stimme des Herzens)
- 22 gennaio 2009 in Russia (Шёпот сердца)
- 27 marzo 2009 in Finlandia (Sydämen kuiskaus)
- 7 ottobre 2009 in Svezia (Om du lyssnar noga)
- 28 ottobre 2009 in Spagna (Susurros del corazón)
- 15 dicembre 2010 in Messico (Susurros del corazón)
- 14 dicembre 2011 in Italia (I sospiri del mio cuore)
- 20 giugno 2013 in Danimarca (Hjertets hvisken)

### Edizione italiana
Un primo doppiaggio del film, rimasto tuttavia inedito, era stato effettuato nei primi anni 2000 da Buena Vista International, in previsione di un'imminente pubblicazione in DVD per il mercato italiano che non si è però concretizzata.
I sospiri del mio cuore è stato proiettato per la prima volta in Italia il 2 novembre 2010 al Festival internazionale del film di Roma 2010, all'interno di una retrospettiva sullo Studio Ghibli. Questa versione è stata proiettata in lingua originale con sottotitoli in italiano, curati da Gualtiero Cannarsi.
La versione con un nuovo doppiaggio in italiano è stata proiettata l'anno successivo in anteprima al Lucca Comics & Games, e poi pubblicata in DVD e Blu-ray da Lucky Red a partire dal 14 dicembre 2011. Alcune critiche sono state mosse al linguaggio dell'adattamento, giudicato da alcuni critici "troppo formale", ma giustificato da Cannarsi come tentativo di rimanere più fedele possibile all'originale. Il direttore del doppiaggio ha inoltre spiegato che la scelta del titolo del film è stata effettuata dall'ufficio marketing sulla base della vendibilità del prodotto.

### Edizioni home video
Il film è stato pubblicato per la prima volta nel 1996 da Tokuma Shoten in formato VHS e il 15 giugno 1997 come Laserdisc. Il 25 luglio seguente è stato messo in commercio una nuova edizione VHS da parte di Buena Vista Home Entertainment, in un'edizione che contiene anche un trailer di Princess Mononoke e una galleria di immagini di Naohisa Inoue, l'artista che ha realizzato gli sfondi per la scena fantastica immaginata da Shizuku.
Il DVD è uscito il 24 maggio 2002 sempre per conto di Buena Vista. I contenuti speciali comprendono storyboard e trailer cinematografici, tra cui quelli de La ricompensa del gatto e Ghiblies Episode 2. Il 20 luglio 2011 è stato pubblicato in formato Blu Ray, con audio e sottotitoli in giapponese, inglese, tedesco, cantonese, mandarino e coreano.

## Accoglienza
I sospiri del mio cuore è stato il film giapponese campione di incassi del 1995, ottenendo 1 miliardo e 850 milioni di yen (oltre 18 milioni di euro). Il lungometraggio è anche stato inserito al 21º posto nella lista "Terry Gilliam's Top 50 Animated Film", e sempre al 21° nella lista dei migliori film d'animazione stilata dal canale televisivo Film4.
Il sito aggregatore di recensioni Rotten Tomatoes registra che il 94% dei critici ha dato un giudizio favorevole al film, in base a 18 recensioni con una media voto di 7,6/10, mentre su Metacritic il film ha un voto pari a 75/100, basato su quattro valutazioni professionali. Mark Schilling, sulle colonne del The Japan Times, scrive che la storia è "quasi temerariamente semplice", ma che mantiene la magia tipica dei film dello Studio Ghibli, resa ancora più "brillantemente viva" grazie all'ambientazione realistica e alla cura per i dettagli. Andrew Osmond e Tim Henderson di Anime News Network gli assegnano rispettivamente una A e un'A-, consacrando il film al rango di classico, per via dell'ottima veste grafica e del forte messaggio di positività che ne emerge. I due critici commentano inoltre che, trattandosi di una storia d'amore tra adolescenti, potrebbe risultare troppo scontata e lenta per alcuni. Raphael See del sito T.H.E.M. Anime gli assegna 5 stelle su 5 e loda principalmente la resa dei personaggi, che definisce "tridimensionali, credibili, e del tutto gradevoli"; non bellissimi — come sono rappresentati i protagonisti di molte opere di animazione — ma appunto per questo risultano più realistici e danno la possibilità al pubblico di identificarcisi facilmente. Pur non apprezzando particolarmente le animazioni, giudicate non eccellenti per un anime, il critico ha elogiato gli "sfondi pittoreschi", "l'attenzione meticolosa per i dettagli" e la colonna sonora "evocativa e piacevole". Jonathan Clements e Helen McCarthy, nella loro enciclopedia degli anime, lo descrivono come un film "delicato e ben realizzato", che "sposa i valori comuni alle produzioni dello Studio Ghibli, con una nuova visione direttiva".
La popolarità del film in Giappone ha fatto sì che molti luoghi reali su cui è basato fossero visitati dai fan. Sulla collina della città di Tama è stato così messo a disposizione dall'estate del 1997 un quaderno intitolato "note de I sospiri del mio cuore", su cui gli appassionati possono liberamente scrivere le loro impressioni; già nel novembre del 1998, erano stati riempiti 14 volumi da persone di ogni età e da ogni parte del Giappone.